# Opiliaceae
Opiliaceae — родина квіткових рослин, що складається з 11 родів і 33 відомих видів. Складається з тропічних деревних рослин. Кілька родів містять паразитичні види. Найбільшим родом за кількістю видів і розміром окремих рослин є Agonandra, єдиний американський рід.
З моменту першого опису ця родина була загальновизнаною систематиками. Система APG II 2003 року (без змін у порівнянні з системою APG 1998 року) також визнає цю родину та відносить її до порядку Santalales.